# 興人
株式会社興人（こうじん、英: Kohjin co.,Ltd.）は、化学繊維の製造を目的に発足し、化成品や樹脂フィルムなどの製造販売を行う企業。オイルショック後の不況と事業多角化のための借入金増加により、1975年に会社更生法の適用を受け、当時としては戦後最大の倒産となった。のちに更生を果たし、2010年には三菱商事の完全子会社となった。

## 主な製品
- 発酵製品

酵母エキス（うま味調味料、健康食品）、グルタチオン（医薬品原体、生化学試薬）、肥料など
- 化成品

機能性ポリマー・モノマー（塗料・接着剤などの改質材、合成樹脂原料、製紙用薬品）、アデニン（医薬品中間体、核酸系調味料）
- 化学紙

建材用原紙、耐熱紙、滅菌紙
- フィルム

食品包装用シュリンクフィルム

## 沿革
- 1937年3月 - 日曹人絹パルプ株式会社設立、同年11月、レーヨンの製造を行う八代工場稼働開始。
- 1941年9月 - 興國人絹パルプ株式会社に社名変更。
- 1943年4月 - 製紙部門の富士工場稼働開始。
- 1949年5月16日 - 東証・大証に上場。
- 1953年4月 - 溶解パルプの製造を行う佐伯工場稼働開始。
- 1962年6月 - 八代工場でフィルムの製造開始。
- 1968年5月 - 医薬品原体のグルタチオン製造開始。
- 1969年1月 - 株式会社興人に社名変更。
- 1974年1月 - 八代工場でアデニン製造開始。
- 1975年8月28日 - 会社更生法の適用を受ける。負債総額は1500億円で、戦後最大の倒産となった[1]。
- 1975年11月27日 - 現在の東証プライムの上場廃止。
- 1989年12月 - 三菱グループ入り。
- 2006年10月 - 三菱商事の連結子会社となる。
- 2010年9月 - 三菱商事の100%子会社となる。
- 2011年3月 - 同年4月に予定していた富士工場の三菱製紙への事業譲渡を東北地方太平洋沖地震の影響により半年間延期すると三菱側が発表。
- 2012年11月 - フィルム・化成品・発酵・不動産管理の各事業を会社分割により分離し、興人は興人ホールディングスへ商号変更すると同時に、フィルム事業並びに化成品事業を手がける新会社として興人フィルム&ケミカルズを設立。発酵事業は興人ライフサイエンス（初代）[3]を設立の上で三菱商事ライフサイエンスの子会社とする[4]。
- 2014年4月 - 化成品事業をKJケミカルズ株式会社へ吸収分割で譲渡。同時にKJケミカルズ株式の90%を星光PMC株式会社へ譲渡[5][6]。
- 2018年2月 - 興人ホールディングスの清算が終了[7]。

## 事業所
- 本社 - 〒103-0022 東京都中央区日本橋室町4-1-21
- 関西支社 - 〒550-0004 大阪府大阪市西区靱本町1-4-12
- 名古屋支店 - 〒460-0003 愛知県名古屋市中区錦3-2-4
- 九州支店 - 〒812-0011 福岡県福岡市博多区博多駅前1-9-3
- 八代工場 - 〒866-8686 熊本県八代市興国町1-1
  - なおかつては富山県富山市にも工場を持っていたが1999年に操業停止。しかし現在も旧工場周辺は「興人町」として地名が残っている。
  - 静岡県富士市の富士工場は2011年10月に三菱製紙100%出資会社「KJ特殊紙」に事業譲渡された。
  - 大分県佐伯市の佐伯工場は2012年11月に「興人ライフサイエンス」に事業譲渡

## 分譲開発地
同社は、オイルショック後の1975年8月に、負債総額1500億円で会社更生法を申請して破綻したが、事の発端として同社のハウジング事業部が全国各地で行っていた大型分譲開発が、オイルショック突入により分譲地が売れず、事業不振に至ったとされている。おもな開発地は、花住坂（京都府京田辺市）、興人日吉住宅地（横浜市港北区）、興人住宅「興人団地」（富山市下新北町）、興人団地（岐阜県各務原市つつじが丘）、神戸市興人・ライフスクウェア（神戸市兵庫区山の街）、八千代台北17丁目・興人分譲地（千葉県八千代市）、興人団地裏浜・興人寺尾団地（新潟市西区上新栄町）、玉川学園興人住宅（東京都町田市）、興人・筑紫が丘住宅地（神戸市北区）、興人東逗子住宅(逗子市沼間6丁目)、興人太宰府大原住宅地（太宰府市大字太宰府興人）などがある。